# Pays-Bas aux Jeux olympiques d'été de 1984
Les Pays-Bas participent aux Jeux olympiques d'été de 1984 à Los Angeles aux États-Unis. 136 athlètes néerlandais, 82 hommes et 54 femmes, ont participé à 74 compétitions dans 15 sports. Ils y ont obtenu treize médailles : cinq d'or, deux d'argent et six de bronze.

## Médailles
| Médaille | Discipline       | Épreuve                           | Athlète | Performance | Date |
| -------- | ---------------- | --------------------------------- | --- | ----------- | ---- |
| Or       | Natation         | 200 m dos femmes                  | Jolanda de Rover |             |      |
| Or       | Natation         | 100 m brasse femmes               | Petra van Staveren |             |      |
| Or       | Athlétisme       | Lancer du disque femmes           | Ria Stalman |             |      |
| Or       | Voile            | Planche à voile                   | Stephan van den Berg |             |      |
| Or       | Hockey sur gazon | Femmes                            | Carina Benninga, Fieke Boekhorst, Marjolein Eijsvogel, Det de Beus, Irene Hendriks, Elsemieke Hillen, Sandra Le Poole, Anneloes Nieuwenhuizen, Martine Ohr, Alette Pos, Lisette Sevens, Marieke van Doorn, Aletta van Manen, Sophie von Weiler, Laurien Willemse, Margriet Zegers |             |      |
| Argent   | Natation         | 4 × 100 m nage libre femmes       | Annemarie Verstappen Elles Voskes Desi Reijers Conny Van Bentum |             |      |
| Argent   | Aviron           | Deux de couple femmes             | Greet Hellemans, Nicolette Hellemans |             |      |
| Bronze   | Natation         | 100 m dos femmes                  | Jolanda de Rover |             |      |
| Bronze   | Natation         | 100 m nage libre femmes           | Annemarie Verstappen |             |      |
| Bronze   | Natation         | 200 m nage libre femmes           | Annemarie Verstappen |             |      |
| Bronze   | Aviron           | Huit femmes                       | Wiljon Vaandrager Marieke van Drogenbroek Harriet van Ettekoven Catharina Neelissen Anne Quist Nicolette Hellemans Martha Laurijsen Greet Hellemans Lynda Cornet |             |      |
| Bronze   | Boxe             | Poids lourds                      | Arnold Vanderlyde |             |      |
| Bronze   | Canoë-kayak      | 500 mètres kayak monoplace femmes | Annemiek Derckx |             |      |